# أبو الحسن السعيد
أبو الحسن علي السعيد بن المأمون (ويلقب أيضًا بالمعتضد بالله) هو خليفة الموحدين بين عامي 640 هـ (1242 م) و644 هـ (1246 م) خلفًا لعبد الواحد الرشيد. في عصره استردت دولة الموحدين ـ التي أشرفت على نهايتها ـ بعض قوتها، وصمدت أمام هجمات بني مرين المتوالية، غير أن مصرع السعيد المفاجئ في الحرب ضد أمير تلمسان لم يلبث أن قضى على ما تبقى لدولة الموحدين من أمل في البقاء.
في سنة 642 هـ (1244 م) سير السعيد جيشًا ضخمًا لقتال المرينيين، فنشبت بين الموحدين وبين بني مرين موقعة هائلة، هُزم فيها بنو مرين وقُتل أميرهم أبو معرِّف محمد بن عبد الحق، وكانت ضربة شديدة هدت من عزائم بني مرين مدى حين.
خلف السعيد عقب مصرعه الخليفة أبو حفص عمر المرتضى، الذي حكم بين سنتي 646 هـ و665 هـ.

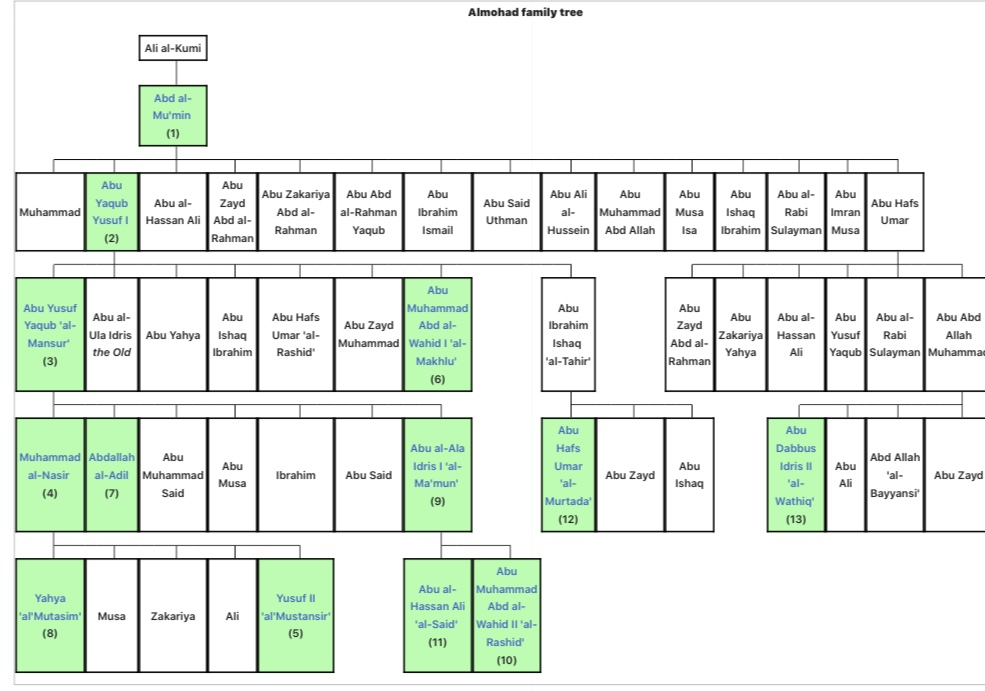
سلالة الموحدين